# Infern - Cant vint-i-setè
El Cant vint-i-setè de l'Infern de Dante Alighieri té lloc al vuitè fossat del vuitè cercle "Malebolge", on són castigats els consellers fraudulents. Aquí els nostres poetes troben la flama que amaga l'ànima condemnada de Guiu de Montefeltro; som al matí del 9 d'abril de 1300 (dissabte sant), o segons altres comentaristes del 26 de març de 1300.

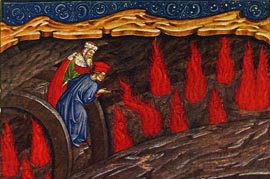
Cant vint-i-setè de l'Infern, Dante i Virgili sobre el pont amb Guiu de Montefeltro entre els consellers fraudulents. Anònim llombard (ca. 1440)

## Anàlisi del cant

### Guiu de Montefeltro - versos 1-30
Continuant el final del cant anterior, Dante escriu com la flama d'Ulisses ja s'havia immobilitzat, per no dir res més i s'allunya d'ells, acomiadada per Virgili. A continuació s'acosta una altra flama i reclama l'atenció dels dos poetes a causa d'un soroll confús que en sortia de la punta: això recorda a Dante la història del bou sicilià que bramulà, per primer cop amb el plany - "i va ser just"- del seu artífex. Era tal el lament que tot i ser de coure, semblava un bou real que s'estigués cremant.
La culta perífrasi es refereix a Peril·los, un atenès, que havia construït pel tirà d'Agrigento, Falaris, un sistema per divertir-se durant el suplici de les persones condemnades a mort: un bou de coure podia contenir una persona viva i després que el bou era escalfat per sota per una pira amb foc, un particular enginy situat en la gola de metall de l'animal feia sentir els planys dels torturats com bramuls del mateix bou. El tirà per donar les gràcies a Peril·los, va fer provar la diabòlica invenció al mateix artífex, i això segons Ovidi fou cosa justa (Ars amatoria I,vv. 651-654), la mateixa apreciació que Dante utilitza.
En aquest cas, Alighieri vol només indicar que el so prové de la punta de la flama de forma sinistra, no com d'una boca humana que diu paraules. Després ja, quan la "llengua" de foc (en el joc "llengua del condemnat", "llengua de foc" està representat tot el contrapàs d'aquests consellers fraudulents), fa un cert moviment de la punta, i llavors els sons esdevenen paraules que es poden sentir. S'ha de notar el paral·lelisme entre el bou roent que conté els cossos dels martiritzats i la flama infernal que envolta les ànimes dels condemnats.
L'ànima condemnada ha sentit Virgili parlar en llombard ("Istra ten va, più non t'adizzo"; "Vés-te'n, que ja no et punxe més", utilitzat per acomiadar-se d'Ulisses), i li demana que es quedi una estona per parlar amb ell, ja que li plauria, fins i tot si ha de restar allí quiet, cremant-se!
El condemnat, com es menciona a continuació, és el capità ("condottiero") Guiu de Montefeltro, es presenta un personatge contemporani de Dante, després de l'episodi amb l'Ulisses de l'antiguitat clàssica. Guiu comença a parlar demanant abans de res notícies de Romanya (sabem pel Cant de Farinata degli Uberti (Infern. Cant desè), que els condemnats veuen el futur però no el present), la dolça terra recordada amb afecte i malenconia. Després fa una primera presentació breu de si mateix com a nadiu de Montefeltro, una regió entre el Valmarecchia i la muntanya del naixement del Tíber (Mont Fumaiolo).

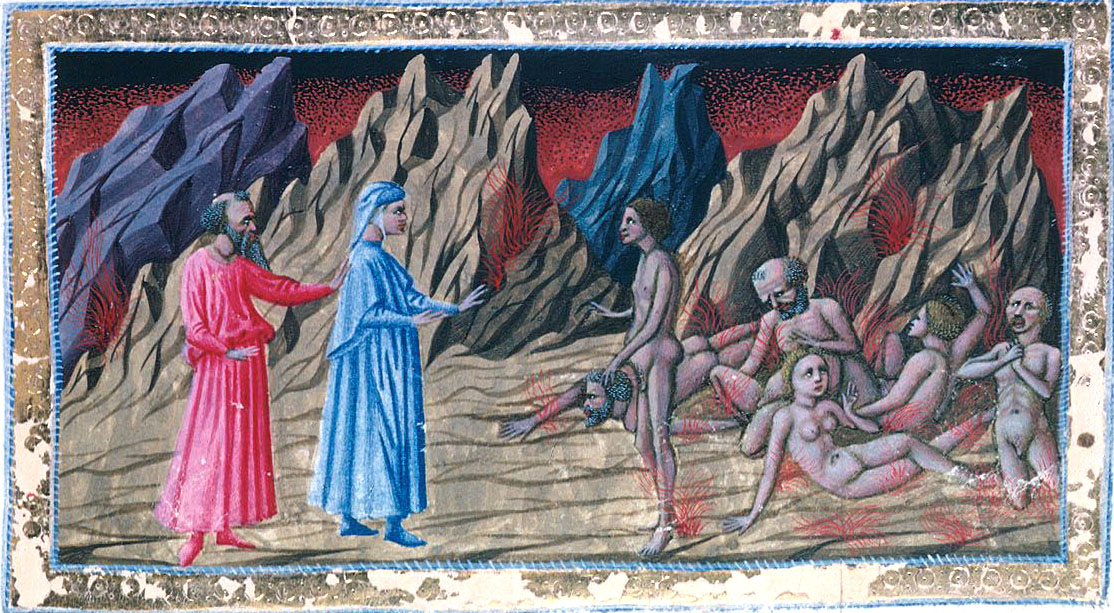
El cant vint-i-setè de l'Infern segons Priamo della Quercia

### Les condicions polítiques de Romagna - vv. 31-57
Guiu ha fet la seva petició pensant que els dos pelegrins són  dues ànimes condemnades recentment i no hi ha cap element que indiqui que aquests condemnats hi puguin veure amb la vista: senten i expressen només paraules. Aleshores Virgili es dirigeix cap a Dante, que encara està recolzat a la roca-barana del pont i està tan absort, que és necessari que Virgili li doni un cop al costat per reclamar-li l'atenció, i li diu: "Parla tu; aquest és llatí" (és a dir, italià).
Dante llavors, que diu que ja tenia preparada la resposta, comença a traçar una imatge actualitzada de la Romanya de l'any 1300, citant cinc ciutats feudals amb un tercet cadascuna. Però primer li diu al condemnat que la Romanya no va estar mai sense guerres en el cor dels seus tirans (així de pejoratiu es mostra Dante amb les naixents signorie), però actualment cap conflicte s'està manifestant clarament. Dante no ho menciona però la pau era fruit de la intromissió de Bonifaci VIII, que havia forçat l'aliança dels "signori" de Bolonya amb els marquesos de Ferrara, mentre les altres ciutats, es mantenien prudentment dins dels límits del seu territori.
• 1 Ravenna:
La ciutat està tal com ha estat des de fa molts anys, amb l'àguila de l'escut dels Da Polenta que hi fa niu i que estén les seves ales fins a Cervia. De fet la signoria de Guido il Vecchio da Polenta (pare de Francesca de Rimini) es mantenia des del 1275 i sota el pontificat de Martí IV havia estès el seu domini a les salines de Cervia.
• 2 Forlí:
Aquesta terra va patir un llarg setge i va fer una sagnant pila de francesos (sembla que un miler, després de l'enfrontament entre les milícies gibel·lines de Guiu de Montefeltro mateix amb les del pontífex de Jean d'Eppe el 1282, conegut com la batalla de Forlí), i ara es troba sota les "branques verdes" (urpes del lleó de l'escut dels Ordelaffi).
• 3 Rimini:
Els dos mastins, vell i nou, de Verrucchio fan "forat" amb les seves dents sobre la ciutat i van destruir el gibel·lí Montagna dels Parcitati. Aquests són Malatesta de Verrucchio i el seu fill Malatestino Malatesta (pare i germanastre de Gianciotto i Paolo Inf. Cant V]), que van matar el cap del bàndol gibel·lí Montagna. La referència al mastí es troba només en un escut secundari de la família i si Dante el coneixia, el devia escollir per utilitzar una analogia de crueltat i bestialitat en referir-se a aquesta sèrie de tirans.
• 4 Faenza i Imola:
Indicats pels seus rius respectius, el Lamone i el Santerno, les dues ciutats estan sota aquell que té com a escut el lleó en camp blanc, Maghinardo Pagani de Susinana, "que canvia de camp d'estiu a hivern"(v. 51), que canvia del bàndol güelf al gibel·lí d'estació en estació (de fet es comportava com a güelf amb els florentins i com gibel·lí amb els romanyols per qüestions de conveniència política).
• 5 Cesena;
Indicada pel riu Savio que la banya, de la mateixa manera que la ciutat es troba entre la plana i la muntanya, així viu entre tirania i llibertat (stato franco: ciutat lliure). De fet el seu signore Galasso de Montefeltro tenia ara els càrrecs d'alcalde i capità del poble des de feia quatre anys (un període llarguíssim si tenim en compte que eren càrrecs que s'anaven canviant cada pocs mesos) i era doncs signore de fet però no per llei.
Després d'aquest concís parèntesi, Dante demana a l'ànima del condemnat que digui qui és, i que no sigui reticent per parlar, ja que ell no ho ha estat per respondre a la seva pregunta.

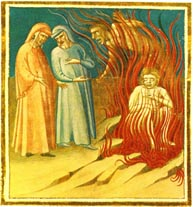
Guiu de Montefeltro al cant vint-i-setè de l'Infern per Bartolomeo di Fruosino, 1420 ca.

### La història d'en Guiu - vv. 58-111
La flama "rugeix" a la seva manera, a continuació, sacseja la punta "amunt i avall", després allibera paraules. Guiu (la identitat encara no es revela i només sabem que era natiu de Montefeltro), comença amb una premissa: el que està a punt de dir és infamant per a ell, però vist que a l'Infern no hi ve mai cap persona viva i ningú pot tornar al món (dels vius), diu, ja que si no fos així la seva flama "no es mouria gens;". Dante no diu res, i podria ser un frau la seva actitud?, en realitat no, perquè ell està assistit de la gràcia divina i si una ànima li confia els seus pecats, per molt que siguin greus i nocius per la seva fama a la terra, és quelcom que entra dins un pla diví més ampli.
Guiu es presenta com home d'armes i que després fou frare (cordigliero, és a dir, portador de la corda de l'hàbit), perquè creia que amb aquesta conversió faria esmena de les seves accions; i aquest objectiu hagués funcionat si no fos pel "gran sacerdot, mal llamp li caiga!", que el va fer recaure en la seva culpa. Per això ell ara explicarà "el perquè i el com": quan jo era viu "les meves obres / varen ser de guineu, no de lleó", és a dir, vaig actuar amb astúcia. A més coneixia tots "els mals paranys i els camins amagats", amb tal mestria que "el seu ressò cobria la terra" la seva fama arribava fins als confins de la terra (frase d'ascendència bíblica - Salms, XVIII 4 - represa inclús de Dino Compagni i del Papa Martí IV quan va declarar croada la lluita contra Guiu fortificat a Forlí, episodi bèl·lic citat més amunt).
Arribat a la vellesa, a diferència del protagonista del cant anterior, Ulisses, va abaixar les veles i va plegar les cordes (una comparació marinera que l'oposa a Ulisses que deia: "i vaig entrar en l'alta mar oberta" sols amb una nau, "Jo i els companys érem ja vells i lents" (Infern XXVI v. 100-101 i 106) i lamentava del que abans li havia agradat; es va penedir i confessar.
Que feliç seria!, però el Príncep dels nous Fariseus, és a dir aquell que és el màxim entre els que van aplicar una religió purament externa i hipòcrita (el Papa Bonifaci VIII), va haver de fer guerra a Roma ("al Laterà", seu del palau apostòlic), contra els seus iguals, cristians: no amb sarraïns, ni amb jueus, ni amb aquells que havien assetjat Sant Joan d'Acre, l'última fortalesa cristiana a Terra Santa derrotada el 1291, ni contra els que comerciaven, tot i que estava prohibit, amb el Soldà dels musulmans; i no va mirar ni el seu càrrec suprem de pontífex, ni el seu ordre sacerdotal, ni el cordó de Fra Guiu, corda que en altres temps cenyia cintures molt més primes, pel precepte de pobresa, que avui ja no és respectat com en altres temps (sobre la decadència dels ordes monàstics, Dante tornarà en altres ocasions; per ara ho indica com a reflex de la depravació del papat).
Igual que Constantí I, va convocar el papa Silvestre I a la Muntanya Soratte per rebre la curació de la lepra, així aquell papa em va cridar per guarir la seva febre superba (observem que en la comparació la figura del papa és comparada a la de l'emperador laic). En tota aquesta part del cant i en la posterior Guiu acusa Bonifaci, després de la revelació de la seva simonia en la fossa de Nicolau III (Infern XIX). De les notícies que segueixen després Dante en va tenir informació per vies alternatives ocultes al nostre coneixement: el col·loqui que descriurà entre Bonifaci i Guiu fou probablement "top secret", i si no hagués estat per la denúncia de Dante, el militar- frare tindria una imatge diferent, havent mort en olor de santedat (així s'explica la seva reticència a mitja conversa per contar la seva història a cap ànima viva). De fet Dante en el Convivio ha lloat "el nostre nobilíssim llatí (italià) Guiu de Montefeltro" per haver entrat a port en l'edat extrema de la vida, amb les veles religiosament recollides, havent-se allunyat de "qualsevol plaer o obra mundana". I l'assenyala com a exemple a seguir.[1]
Bonifacio, per tant, va demanar consell a Guiu de Montefeltro, com a bregat home de guerra, tot i que s'havia passat a la vida religiosa, sobre què fer per vèncer a la facció dels Colonna (rivals del Gaetani, la família del papa), que havien proclamat la il·legalitat de l'elecció papal de Benedetto Gaetani (Bonifaci VIII) i s'havien fet forts en la inexpugnable fortalesa de Palestrina, que a pesar del setge de les tropes papals, no donava senyals de rendició. Bonifaci fins i tot els havia equiparat amb musulmans i havia llançat l'enèsima paròdia de croada, assenyalant Palestrina com el nou Sant Sepulcre a reconquistar per la cristiandat [2].
Tornant a les paraules de Guiu, quan el Papa li va demanar consell ell es va quedar en silenci perquè: "em parlà amb paraules de borratxo.". Però Bonifaci persuasiu li oferí l'absolució de les seves culpes (Guiu, després de tot, ja havia rebut dues excomunions, que encara que havien estat revocades, li devien pesar), a canvi d'un consell sobre "com abatre el castell de Palestrina.".
Després de tot, el papa, posseïa les dues claus del cel (que el seu predecessor, Celestí V, segons paraules de Bonifaci "no apreciava"), però també l'arma de l'excomunió, que va fer que Guiu entengués l'amenaça que representava per a ell si rebutjava ajudar al papa. A la qual cosa Guiu, a canvi del perdó del pecat en el qual estava a punt caure, li confià que: "promeses llargues amb resultats curts / et faran triomfar en l'alta seu.", és a dir prometre molt als adversaris mantenint poc les promeses, l'havia de portar a la victòria.
La realitat històrica fou que amb la promesa del perdó apostòlic, de la restauració de les prerrogatives eclesiàstiques i de la salvaguarda de terres i ciutats - fos o no fos Fra Guiu qui li va suggerir - Bonifaci obtindrà dels cardenals Colonna l'acta de submissió. Menys d'un any després, Palestrina serà arrasada, enderrocada fins arran de terra, sense deixar pedra sobre pedra, llaurada i coberta de sal. Els cardenals salvaran la vida escapant-se cap al sud. Però això l'ànima de Montefeltro no ho diu [3].

### La mort d'en Guiu - vv. 112-136

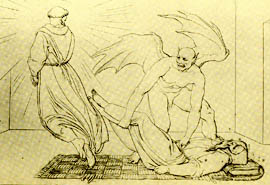
Cant vint-i-setè de l'Infern. La disputa per l'ànima de Guiu de Montefeltro per Bonaventura Genelli (mort el 1868).

Quan Guiu va morir, vingueren a agafar la seva ànima Sant Francesc, titular de la seva ordre i "un querubí negre". La representació de forces angèliques i diabòliques que es disputen una ànima no té confirmació teològica (Dante mateix en el Paradís dirà que els sants coneixen la voluntat de Déu, per tant amb més raó no anirien a disputar-se ànimes la sort de les quals està ja dictada), però l'escena té un fort reclam de sabor popular, i es troba en moltes fonts escrites i iconogràfiques medievals; Dante la tornarà a utilitzar per al fill de Guiu, Bonconte de Montefeltro en el Purgatori (Cant V, vv.85-129)
Aleshores el dimoni renya Guiu del motiu pel qual va donar "un consell ple de frau" (vet aquí el punt on es veu més clar quin tipus de condemnats són castigats en aquest fossat, que per un altre costat semblen en la majoria de casos astuts genèrics), després del qual el diable en qüestió no ha fet altre que trepitjar-li els talons (aquí es mostra també una creença popular, que diu que les persones dolentes eren sempre acompanyades per un diable invisible preparat per prendre la seva ànima tan aviat com es morissin).
No es pot absoldre a ningú que no es penedeixi, ni és possible penedir-se i voler pecar al mateix temps, per contradicció: amb aquest correcte sil·logisme el dimoni s'apodera de l'ànima de Guiu, a qui diu amb un to de burla: "És que, potser, no pensaves que jo sabia lògica?" (lògic: raonador subtilíssim), cosa que sonaria com: T'hauries esperat mai un diable filòsof?[4].
Guiu va acabar així davant Minos, que va enroscar la seva cua vuit vegades (indicant que el condemnat anava al vuitè cercle) i el va assignar a aquells reus "del foc que amaga", del foc que roba els cossos. Després es mossegà la cua amb ira, probablement per no poder tenir encara davant al terrible Bonifaci VIII. Guiu acaba la seva història i reprèn el seu camí, mentre Dante i Virgili travessen el fossat i entren en el següent, on: "paguen el pecat els qui sembren discòrdia entre la gent", és a dir, aquells que adquireixen culpes (són culpables) de dividir (a la gent), o sigui els que provoquen cismes i discòrdies.

## Recitat del Cant Vint-i-setè a la xarxa[modifica]
- Vittorio Gassman: https://www.youtube.com/watch?v=3fDpaGhyiM0
- Roberto Benigni: https://www.youtube.com/watch?v=BJrfintgBTg
- Lectura i comentari de Vittorio Sermonti: https://www.youtube.com/watch?v=1nYbRgue7-E
- Paràfrasi i imatges animades: https://www.youtube.com/watch?v=3ninSQbbvcM